# Арсенал (футбольный клуб, Лондон)
«Арсена́л» (официальное полное название — Футбольный клуб «Арсенал», англ. Arsenal Football Club, английское произношение: [ˈɑsənəl 'futbɔ:l klʌb]) — английский профессиональный футбольный клуб из Северного Лондона (боро Ислингтон), выступающий в Премьер-лиге. Основан в октябре 1886 года. Клуб 13 раз становился чемпионом Англии, 14 раз выигрывал Кубок Англии, 17 Суперкубков Англии, 1 Трофей столетия Футбольной лиги, 1 Кубок обладателей кубков Европы и 1 Кубок ярмарок. Домашним стадионом клуба является «Эмирейтс», вмещающий 60 704 зрителя.
«Арсенал» провёл бо́льшую часть своей истории в высшем дивизионе английского футбола, в 1992 году стал одним из клубов-основателей английской Премьер-лиги. Также клуб является рекордсменом по количеству сезонов подряд, проведённых в высшем дивизионе чемпионата Англии, начиная с 1919 года.
По данным Forbes на 2024 год «Арсенал» занимал десятое место в списке самых дорогих футбольных клубов мира и оценивался в сумму 2,6 млрд долларов США. По данным аудиторской компании Deloitte на 2024 год «Арсенал» занимал 10-ю строчку в рейтинге самых доходных футбольных клубов с доходом в размере 532,6 млн евро.

## История

### Становление (1886—1925)
Клуб «Арсенал» был основан в октябре 1886 года на юго-востоке Лондона рабочими артиллерийского завода «Ройал Арсенал», который располагается в Вулидже. Первоначально клуб назывался «Дайал Скуэр» (англ. Dial Square) (по имени одной из мастерских судоверфи, в которой работали многие игроки первого состава). Свой первый матч «Арсенал» провёл 11 декабря 1886 года против «Истерн Уондерерс». Победу одержали «канониры» со счётом 6:0. Спустя две недели на Рождество было организовано собрание игроков, на котором было решено переименовать клуб в «Ройал Арсенал», выбрано место для проведения игр и форма игроков. Красный цвет был предложен бывшим игроком «Ноттингем Форест» Фрэдом Бирдсли. После получения клубом профессионального статуса в 1891 году его переименовали в «Вулидж Арсенал» (англ. Woolwich Arsenal). Фанаты также называли клуб «Вулидж Редс». «Вулидж Арсенал» вступил в Футбольную лигу в 1893 году и стал первой южной командой, которая это сделала.
Клуб стартовал во Втором дивизионе и в 1904 году пробился в Первый дивизион. Однако географическая удалённость клуба стала причиной низкой посещаемости матчей, что привело к финансовым проблемам. В 1913 году (вскоре после возвращения во Второй дивизион) клуб пересёк Темзу, чтобы занять новую арену — стадион «Хайбери», расположенный на севере Лондона. («Хайбери» был домашней ареной «Арсенала» вплоть до августа 2006 года, когда клубом был достроен новый стадион «Эмирейтс». Команда отбросила часть «Вулидж» из названия в следующем же 1914 году. Сезон 1914/1915 года «Арсенал» закончил на 5 месте, но тем не менее был переведён в Первый дивизион. Тогда было решено увеличить количество команд в Первом дивизионе с 20 до 22-х. Но вместо того, чтобы расширить дивизион за счёт двух команд, занявших первое и второе место во Втором дивизионе, Генри Норрису (владельцу «Арсенала») удалось убедить Джона Маккену (владельца «Ливерпуля», председателя Футбольной Лиги и друга Норриса) предоставить судьбы путёвок в Первый дивизион голосованию членов Лиги. Кандидатур на одну из них было семь, среди них был «Арсенал» (5-е место во Втором дивизионе), «Тоттенхэм Хотспур» (20-е место в Первом дивизионе), «Барнсли» (3-е место во Втором дивизионе) и «Вулверхэмптон Уондерерс» (4-е место во Втором дивизионе). Маккена ходатайствовал за «Арсенал», утверждая, что этот клуб имел серьёзные заслуги перед Лигой, и напоминая, что «Арсенал» находился в Футбольной Лиге на 15 лет дольше, чем «Тоттенхэм». В голосовании с большим отрывом победил «Арсенал». Остальные путёвки получили «Челси» (19-е место в Первом дивизионе), «Дерби Каунти» и «Престон Норт Энд» (1-е и 2-е места во Втором дивизионе). Данная история послужила началом непримиримой вражды «Арсенала» и «Тоттенхэма», а «канониры» с тех пор ни разу не покинули высший дивизион чемпионата Англии.
В 1925 году на пост менеджера «Арсенала» был назначен Герберт Чепмен. Под руководством Чепмена в 1924 году команда «Хаддерсфилд Таун» заняла первое место в лиге. Этот человек принёс «Арсеналу» первые минуты успеха. В 1925 году было видоизменено правило «вне игры». Чепмен одним из первых понял, какую выгоду можно было извлечь из этой корректировки правил. Его революционные тактика и способы тренировки, в сочетании со звёздными игроками, такими, как Алекс Джеймс и Клифф Бастин, помогли клубу стать доминирующим в 30-х годах.

### Эра Чепмена (1925—1934)
Свою Работу в клубе Чепмен начал с покупки нападающего «Сандерленда» Бакена, который сразу же стал капитаном команды. Лесли Найтон за несколько месяцев до своего увольнения хотел приобрести этого игрока, но «Сандерленд» запросил большую сумму в размере 7 тысяч фунтов, из-за чего покупка не состоялась.
В сезоне 1925/26 «Арсенал» стал вторым в лиге, уступив «Хаддерсфилд Таун», бывшему клубу Чепмена, пять очков; так «Хаддерсфилд» стал первым клубом Англии, выигравшим три титула подряд. Оставшуюся часть 20-х годов «Арсенал» в основном пребывал в середине таблицы.
В сезоне 1926/27 «Арсенал», будучи середняком лиги, дошёл до финала Кубка Англии, где уступил 0:1 «Кардифф Сити» после того, как Хьюи Фергюсон воспользовался ошибкой голкипера Дэна Льюиса.
В сезоне 1929/30 действия Чепмена по руководству клубом начали приносить успехи. Команда выиграла Кубок Англии, победив в финале «Хаддерсфилд» со счётом 2:0 благодаря голам Алекса Джеймса и Лэмберта. Впрочем, в чемпионате команда стала лишь 14-й. Суперкубок Англии 1930 года был выигран «Арсеналом», победившим со счётом 2:1 чемпиона страны, клуб «Шеффилд Уэнсдей», благодаря голам Халма и Джека. Это было начало эпохи доминирования «Арсенала» в английском футболе. К этому времени Чепмен довёл до совершенства свою игровую схему. Команда действовала на контратаках, практиковала быструю игру в пас. Центрфорварда Лэмберта поддерживали инсайды (оттянутые форварды) Джек и Джеймс, Бастин и Халм играли на флангах. Защитники команды играли глубоко, а когда соперник владел мячом, в оборону оттягивались и вингеры, таким образом соперники встречались с массированной обороной из пяти человек. Как только «Арсенал» получал мяч — он тут же переводился на чужую половину поля (обычно атаку начинал центральный хавбек Герби Робертс), где оказывалось семь человек (пять форвардов и два вингера), которые проводили быструю и зачастую результативную контратаку. Система Чепмена требовала от игроков хорошей физической подготовки. В то время традиционной была тактика, при которой упор делался на владение мячом и дриблинг, тактика Чепмена была новшеством, и не все её принимали — одни обвиняли команду в том, что успехами она обязана везению, другие в скучной игре. Между 1930 и 1938 годами «Арсенал» 5 раз выиграл в Первом дивизионе и дважды становился обладателем Кубка Англии, хотя Чепмен так и не увидел всех этих достижений, так как в 1934 году умер от пневмонии.

### Эллисон (1934—1950)
После смерти Чепмена обязанности тренера и менеджера разделили несколько человек. Формально тренером был Джордж Эллисон, фактически он занимался организационными вопросами. Под его руководством «Хайбери» превратился в одну из самых современных на тот момент арен Англии, также Эллисон занимался приглашением новых игроков. Именно ему принадлежит заслуга подписания Теда Дрейка, который забил в сезоне 1934/35 42 гола в 41-м матче, что по сей день остаётся рекордом «Арсенала». Непосредственно за работу с командой отвечали Джо Шоу и Том Уиттакер, которые входили в тренерский штаб ещё при Чепмене.
Джордж Эллисон ушёл с поста менеджера по окончании сезона 1946/47. На его место пришёл Том Уиттакер. Тогда команда испытывала серьёзные проблемы: в чемпионате «Арсенал» занял 13-е место, а девять игроков основного состава ушли на фронт и погибли на войне. Бастин и Дрейк ушли из футбола. Уиттакер изменил тактику команды, сделав её сугубо оборонительной. Кроме того, основная ответственность легла на ветеранов. Благодаря 32-летнему Джо Мерсеру, 35-летнему Ронни Руку и 33-летнему Лесу Комптону «Арсенал» вновь стал чемпионом. Рук забил 33 мяча и стал лучшим бомбардиром Первого дивизиона. Это достижение является рекордом Англии для послевоенных чемпионатов.
Ветераны не могли долго вытягивать команду, было необходимо провести смену поколений. После вливания свежей крови «Арсенал» не смог составить конкуренцию в чемпионате, но в сезоне 1949/50 был выигран Кубок Англии.

### 1950—1970
В сезоне 1951/52 команда была в шаге от того, чтобы сделать дубль (одержать победу как в чемпионате, так и в кубке), но из-за череды травм осталась ни с чем. В следующем сезоне «Арсенал» занял первое место в чемпионате, но эта победа стала началом периода, в течение которого «канониры» не демонстрировали выдающихся результатов, постепенно превращаясь в посредственную команду.
20 июня 1966 года менеджером клуба был назначен Берти Ми. Это решение руководства было воспринято неоднозначно, ведь Берти до этого никогда не играл в футбол и не имел тренерского опыта. Но история показала, что решение было оправданным. Ми с энтузиазмом взялся за работу, привнеся в работу клуба больше профессионализма. Он усилил атаку за счёт молодых и талантливых игроков, в обороне у Берти играли более опытные, зрелые футболисты. «Арсенал» потерпел неудачу в двух финалах Кубка Лиги, но в 1970 году «канониры» наконец взяли трофей. В финале Кубка ярмарок был побеждён бельгийский «Андерлехт».

### Дубль (1970—1986)
В сезоне 1970/71 «Арсенал» завоевал свой первый «дубль». Но после этого «Арсенал» внезапно потерял тренера молодёжной команды, врача. Самым серьёзным ударом стал уход тренера первой команды Дональда Хоуи, который сыграл немалую роль в становлении команды. После этого постепенно стали уходить ключевые игроки, Берти Ми не смог найти им замену и летом 1976 года подал в отставку.
На замену Берти Ми пришёл Терри Нил, который в прошлом был капитаном команды. Он вернул в штаб Дональда Хоуи, под его руководством заиграли будущие легенды Лиам Брейди и Дэвид О’Лири. «Арсенал» сыграл в трёх подряд финалах Кубка Англии (1978, 1979, 1980), став первым клубом, который смог добиться такого на «Уэмбли». Со временем результаты ухудшились (немалую роль в этом сыграл уход Брейди, который в то время был мозговым центром «Арсенала»), и главным тренером команды в 1983 году стал Дон Хоуи. Хоуи до этого зарекомендовал себя как прекрасный помощник, но с ролью главного тренера он не справился. Ничего не добившись за три года правления, Хоуи покинул пост главного тренера.
В 1986 году «Арсенал» возглавил легендарный игрок команды Джордж Грэм. До этого он четыре сезона проработал в «Миллуолле», где неплохо проявил себя, сумев вывести клуб во Второй дивизион. Грэм не стал брать с места в карьер, оставив в штабе Хоуи и совершив своё первое приобретение лишь в конце сезона 1986/87. Грэм избрал для клуба оборонительную тактику, заставляя противника вязнуть в середине поля, в атаке рассчитывая лишь на длинные передачи. Такой стиль часто критиковали, но он приносил результат. Постепенно шотландец сумел создать невероятно крепкую линию обороны, которую составили Ли Диксон, Тони Адамс, Дэвид О’Лири, Стив Боулд и Найджел Уинтерберн (со временем «Арсенал» перешёл на игру с четырьмя защитниками, где на флангах играли Диксон и Уинтербёрн, а в центре — Адамс и Боулд/Киоун).

### 1986—1995
В сезоне 1988/89 «Арсенал» впервые за 18 лет стал чемпионом Англии. Этот титул «канониры» взяли в драматической борьбе с «Ливерпулем». «Арсенал» долго удерживал первое место, но поражение от «Дерби Каунти» и ничья с «Уимблдоном» в мае позволили «Ливерпулю» обойти «канониров». Всё решалось в последнем туре, где «Ливерпуль» принимал «Арсенал». Последним нужна была победа с разницей минимум в два мяча, в таком случае они обходили «Ливерпуль» по количеству забитых мячей. До этого матча «Арсенал» 14 лет не мог победить на «Энфилд Роуд». Счёт в матче на 52-й минуте открыл игрок «Арсенала» Алан Смит, и теперь им нужно было забить всего один гол. Но до 90-й минуты «канонирам» практически ничего не удавалось создать у ворот противника. Однако на второй добавленной минуте молодой полузащитник Майкл Томас получил пас от Алана Смита, благодаря рикошету обошёл защитника хозяев и перебросил вратаря «Ливерпуля». Победа со счётом 2:0 сделала «Арсенал» чемпионом.
В следующем году «Ливерпуль» всё же сумел завоевать чемпионский титул, но год спустя «Арсенал» повторно стал чемпионом, проиграв в чемпионате всего один матч. Нельзя сказать, что уровень игры у команды после этого снизился. Однако он оказался недостаточно высоким, чтобы продолжать побеждать в чемпионате. В сезоне 1992/93 «Арсенал» стал первой командой, которая смогла выиграть одновременно Кубок Лиги и Кубок Англии. В 1994 году «Арсенал» выиграл Кубок кубков, и этот трофей стал последним трофеем Грэма в «Арсенале». В феврале 1995 года он был со скандалом уволен. Тренером «Арсенала» стал Брюс Риох, однако он не смог наладить взаимопонимание с игроками и вскоре покинул пост главного тренера команды.

### Эра Венгера (1996—2018)

#### Возвращение на вершину
Назначение в 1996 году тренером команды Арсена Венгера стало полной неожиданностью для прессы и болельщиков. Вопрос «Арсен Кто?» (Arsene Who?) был очень популярен. Венгер в то время работал в Японии, и о нём мало кто слышал. Никто не мог предположить, что этот человек станет самым успешным менеджером в истории «Арсенала». Именно по его рекомендации был куплен Деннис Бергкамп, в то время как тренером всё ещё был Риох. Он был инициатором постройки нового стадиона взамен «Хайбери», который уже не соответствовал современным требованиям крупного клуба. Под его началом большое количество молодых талантов превратились в звёзд мирового масштаба. Кроме того, Венгер ушёл от прежнего скучного и однообразного стиля игры «Арсенала». Он привил команде яркую атакующую игру, которая вкупе с общей эффективностью завоёвывала сердца всё большего количества болельщиков.
Уже второй сезон под руководством Венгера «Арсенал» завершил «дублем». После половины чемпионата «канониры» уступали «Манчестер Юнайтед» 12 очков, и некоторые букмекеры начали выплачивать ставки на чемпионство «манкунианцев». Однако после этого «Арсенал» выиграл 15 матчей, 3 матча закончились ничьей, и за тур до завершения чемпионата лондонцы обеспечили себе титул. Арсен Венгер стал первым иностранным тренером, который выиграл чемпионат Англии.
В 1999 году из команды после продолжительной саги в «Реал» ушёл Анелька, и на замену ему был приобретён Тьерри Анри, которому суждено было стать одним из символов и лучшим бомбардиром в истории «Арсенала». Также Венгер должен был компенсировать уход ряда других исполнителей. Кроме Анри пришли такие игроки, как Робер Пирес, Сильвен Вильтор. В сезоне 2001/02 «канониры» взяли очередной «дубль». Но пик команды пришёлся на сезон 2003/04, в течение которого «Арсенал» не потерпел в чемпионате ни единого поражения, а серия из 49-и беспроигрышных матчей стала рекордной для Англии. В конце того же сезона команда пополнилась молодым голландским нападающим Робином ван Перси. В 2005 году «Арсенал» выиграл очередной трофей — Кубок Англии, после которого команда в течение девяти лет не завоёвывала новых титулов. В сезоне 2005/2006 команда дошла до финала Лиги чемпионов, где уступила испанской «Барселоне» со счётом 1:2. По окончании этого же сезона «канониры» попрощались со своей старой ареной «Хайбери» и переехали на «Эмирейтс Стэдиум».

#### Переезд на «Эмирейтс» и трофейная «засуха» (2006—2014)
Первый сезон на новом стадионе сложно было назвать удачным, учитывая цели и перспективы команды — «Арсенал» финишировал четвёртым в чемпионате, с 68 очками в активе, проиграл в финале Кубка Лиги лондонскому «Челси». Тот сезон можно было назвать переходным, так как команда менялась, многие ветераны, такие как Робер Пирес, Сол Кэмпбелл и Эшли Коул покинули клуб, также завершил карьеру Деннис Бергкамп, забивший 120 голов за клуб. Состав команды заметно помолодел, благодаря покупке Денилсона, Томаша Росицки, прогресса Уолкотта, Фламини, Адебайора и, самое главное, Сеска Фабрегаса, который стал играть уже большую роль, чем тот же Тьерри Анри.
Сезон 2007/08 для «Арсенала» начался удачно, несмотря на то, что клуб покинул лучший бомбардир команды Анри. «Канониры» стартовали мощно и провели серию из 25 матчей без поражений, лидируя в чемпионате, но во многом из-за травм основных игроков команда растеряла преимущество, финишировав третьей в национальном первенстве.
В сезоне 2008/09 «Арсенал» занял четвёртое место в чемпионате и пробился в полуфинал Лиги чемпионов, уступив в нём клубу «Манчестер Юнайтед». Клуб покинули два основных игрока — Фламини и Глеб, и на замену второму был куплен Самир Насри, а впоследствии Андрей Аршавин. Всё большую роль в клубе стал играть ван Перси, который в том сезоне с 20 голами стал лучшим бомбардиром команды.
В сезоне 2009/10 «Арсенал» занял третью строчку в турнирной таблице чемпионата, и в четвертьфинале Лиги чемпионов сразился с испанской «Барселоной». Эти два матча запомнились всем надолго благодаря своей зрелищности.
Сезон 2010/11 «канониры» начали довольно-таки уверенно, несмотря на то, что один из лидеров защиты — Томас Вермален — выбыл на долгий срок и сумел восстановиться лишь к концу сезона, сыграв всего в пяти матчах кампании. Примечательным был тот факт, что в основном составе «Арсенала», изобилующем легионерами со всех частей света, появился английский воспитанник клуба Джек Уилшир, плотно закрепивший за собой позицию в центре поля рядом с Алексом Сонгом. Рвение и талант Уилшира дали повод Фабио Капелло вызвать молодого полузащитника в сборную, за которую Уилшир сыграл несколько матчей, удивив всех не по годам чётким видением игры. Наибольшие вопросы вызывала позиция вратаря. До самого старта сезона никто не знал, кто станет основным кипером команды. Поначалу в воротах по-прежнему стоял Альмуния. Но после ряда слабых матчей и травмы локтя он уступил место в основе Фабианьскому. Лукаш неожиданно для многих заиграл весьма уверенно, порой по-настоящему выручая свою команду. Однако в январе 2011 года на тренировке он получил травму плеча, из-за которой был вынужден пропустить остаток сезона. Место в воротах занял молодой польский вратарь Войцех Щенсный. Дебют в чемпионате ему пришлось совершить в матче против «Манчестер Юнайтед», а в Лиге чемпионов — против «Барселоны». Вызывала опасения его неопытность, болельщики боялись, что Войцех не выдержит такого давления. В конце концов, опасения отчасти оправдались. Войцех совершил лишь одну серьёзную ошибку, однако она стала роковой. В финале Кубка Лиги 2011 на последних минутах несогласованность его действий и защитников привела к пропущенному голу и поражению. После этого матча команда стала играть неуверенно, постепенно упуская шансы на чемпионство, и закончила чемпионат на четвёртом месте. В конце сезона главный тренер «Арсенала» Арсен Венгер пообещал быть активным на трансферном рынке, дабы усилить состав и привести команду к победам после 6-летней трофейной засухи. В итоге летом команду покинуло четверо игроков первой команды: Сеск Фабрегас, Самир Насри, Гаэль Клиши и Эммануэль Эбуэ. Им на замену пришло 7 игроков, среди них были Микель Артета, Пер Мертезакер и Алекс Окслейд-Чемберлен. Сезон команда начала ужасно: в трёх турах «Арсенал» набрал лишь одно очко, а поражение на «Олд Траффорд» от «Манчестер Юнайтед» (2:8) стало самым крупным проигрышем команды в эпоху Арсена Венгера. Первая победа в АПЛ состоялась в 4-м туре над новичком Премьер-Лиги — «Суонси Сити» (1:0). В 5-м туре «Арсенал» потерпел поражение от «Блэкберн Роверс» (3:4). Из-за этого команда оказалась на последних местах турнирной таблицы. Однако постепенно «канониры» стали выравнивать положение в чемпионате. За восемь игр подопечные Венгера одержали семь побед при одной ничьей, и существенно поднялись в таблице. Некоторые поговаривали даже о борьбе за чемпионство. В 16-м туре «Арсенал» проиграл прямому конкуренту в борьбе за золото АПЛ — «Манчестер Сити» на «Этихад Стэдиум» (0:1). Затем последовали три матча без поражений: две победы и ничья. Однако потом было четыре матча без побед: три поражения подряд от «Фулхэма» (1:2), «Суонси Сити» (2:3) и «Манчестер Юнайтед» (1:2) и ничья с «Болтон Уондерерс» (0:0). Но команда выбралась из небольшого кризиса. И выиграла девять из десяти игр. К концу сезона «Арсенал» сдал позиции: поражение и три ничьи. В заключительном туре «канониры» переиграли «Вест Бромвич Альбион» (3:2) и заняли 3-е место в чемпионате. В Лиге чемпионов «Арсенал» пробился в основной турнир через квалификацию, обыграв «Удинезе» (1:0) и (2:1). В групповом этапе «канониры» попали в группу F, вместе с «Олимпиком», «Олимпиакосом» и «Боруссией» Дортмунд. Подопечные Венгера не испытали сложностей, выйдя в плей-офф с первого места. В 1/8 финала «Арсенал» попал на «Милан». Крупно проиграв на «Сан-Сиро» (0:4), «канониры» выиграли дома (3:0), однако дальше прошёл итальянский клуб.
В начале сезона 2012/13 появились слухи, что Робин ван Перси, лидер команды, может покинуть клуб, так как 4 июля он заявил, что не будет продлевать свой контракт. В связи с этим Арсен Венгер подписал Оливье Жиру и Лукаса Подольски, так же был приобретён Санти Касорла. Летом ван Перси покинул команду, перебравшись в стан противников — «Манчестер Юнайтед».
В конце сезона 2012/13 исполнительный директор клуба Иван Газидис заявил, что в связи с улучшением финансовой ситуации «Арсенал» готов тратить большие деньги на звёздных игроков. Параллельно «Арсенал» активно избавлялся от игроков, в которых больше не нуждался. Среди них были Андре Сантос, Андрей Аршавин, Маруан Шамах, Денилсон. В последний день трансферного окна «канониры» установили свой личный рекорд, купив известного игрока сборной Германии Озиля за €50 млн. Кроме того, в команду после пяти лет в «Милане» вернулся Матьё Фламини, также был подписан перспективный нападающий Яя Саного и вратарь Эмилиано Вивиано.

#### Конец трофейной «засухи» и новая история (2014—2018)
17 мая 2014 года «Арсенал» завоевал долгожданный, первый трофей за девять лет. Путь к финалу оказался весьма непростым, были обыграны такие команды, как «Тоттенхем» (2:0), «Ковентри Сити» (4:0), «Ливерпуль» (2:1) и «Эвертон» (4:1). В полуфинале в серии послематчевых пенальти «Арсенал» прошёл «Уиган Атлетик». В финале Кубка Англии команда Арсена Венгера сломила сопротивление «Халл Сити», одержав победу в дополнительное время со счётом 3:2. Пропустив два гола в первые 10 минут, «Арсенал» сумел перестроиться и сравнять счёт до окончания основного времени. Победный гол в дополнительное время, прервавший девятилетнюю трофейную засуху, записал на свой счёт Аарон Рэмзи.
По итогам сезона 2013/14 в Английской Премьер-Лиге команда заняла четвёртое место, но примечательным является то, что приличный отрезок чемпионата «Арсенал» шёл в лидерах и лишь после зимнего перерыва в результате травм Тео Уолкотта, Месута Озила и Аарона Рэмзи серьёзно сбавил обороты. В Лиге чемпионов лондонский клуб добрался до 1/8 финала, где второй раз подряд уступил мюнхенской «Баварии» (3:1 по сумме двух встреч), а в розыгрыше Кубка Лиги — до четвёртого раунда («Челси», 2:0).
Арсен Венгер посетовал на очередную сложную жеребьёвку для своей команды в Лиге чемпионов. По мнению французского специалиста на стадии 1/8 финала «канонирам» регулярно попадаются сильные соперники. Но тем не менее в розыгрыше 2012/13 «пушкари» едва не одолели ту же грозную «Баварию»: мюнхенцы вышли в четвертьфинал только благодаря дополнительному голу на выезде (общий счёт 3:3).
Несмотря на все прошлые неудачи, сезон 2013/14, наконец, стал для «Арсенала» трофейным. Многие молодые игроки, уже сейчас составляющие костяк команды, впервые подняли над головой Кубок.
10 августа 2014 года в матче за Суперкубок Англии «Арсенал» одолел «Манчестер Сити» со счётом 3:0 и завоевал второй трофей за 3 месяца.
В этом же сезоне «Арсенал» вновь вышел в финал Кубка, попутно обыграв в четвертьфинале «Манчестер Юнайтед» на «Олд Траффорд» со счётом 2:1, победный гол забил Дэнни Уэлбек. В полуфинале «канонирам» противостоял «Рединг», где лондонцы одержали победу в дополнительное время, благодаря голу Алексиса Санчеса. В финале на «Уэмбли» «Арсенал» вновь победил, разгромив «Астон Виллу» со счётом 4:0. Таким образом, лондонцы завоевали свой 12 трофей, став самым титулованным его обладателем, а Арсен Венгер — самым титулованным тренером.
В Премьер-Лиге «Арсенал» закончил сезон на третьем месте, уступив «Челси» и «Манчестер Сити». В Лиге чемпионов «канониры» вновь остановились на стадии 1/8, в этот раз уступив «Монако» по правилу гостевого гола (общий счёт 3:3).
Новый сезон «канониры» начали с победы в Суперкубке Англии над «Челси», единственный гол забил Алекс Окслейд-Чемберлен, таким образом, «Арсенал» одержал 14-ю победу в Суперкубке. Также в том матче за канониров дебютировал бывший игрок «Челси» Петр Чех, который был куплен 29 июня 2015.
В сезоне 2016/17 в чемпионате «Арсенал» ждал провал: клуб занял 5-е место и впервые за 20 лет не получил место в Лиге чемпионов. Однако при этом клуб одержал рекордную 13-ю победу в Кубке Англии. В полуфинале была одержана победа над «Манчестер Сити». По ходу встречи «Арсенал» уступал 0:1, после счёт сравнял Начо Монреаль, а в овертайме исход решил Алексис Санчес. «Арсенал» отправился в финал, где им предстояло играть против новоиспечённого чемпиона Англии «Челси». Счёт в матче уже на 4-й минуте открыл всё тот же Санчес, во втором тайме Диего Коста сравнял, но буквально в следующей же атаке Аарон Рэмзи забил победный мяч. Также Арсен Венгер, стал единственным тренером, кому удалось выиграть 7 раз этот трофей. После завершения сезона он подписал новый двухлетний контракт с клубом.
В сезоне 2017/18 борьба за место в четвёрке складывалась неуспешно, и команда сосредоточилась на выступлении в Лиге Европы, победа в которой давала право участвовать в Лиге чемпионов. В полуфинале «Арсенал» встретился c «Атлетико». Первый матч проходил в Лондоне, и уже в первом тайме испанцы остались в меньшинстве после того, как Врсалько получил две жёлтые карточки. Однако из всех многочисленных моментов «Арсенал» сумел реализовать лишь один, а на последних минутах одна из редких атак «Атлетико» закончилась взятием ворот. В ответном матче в начале первого тайма Косельни получил тяжёлую травму и был заменён. В конце первого тайма «Атлетико» забил гол, который стал единственным в матче. Таким образом, «канониры» потеряли возможность спасти сезон.
20 апреля 2018 года Венгер объявил об уходе из команды по окончании сезона после 22-летней работы в «Арсенале».

### Унаи Эмери (2018—2019)
23 мая 2018 года было объявлено о назначении нового главного тренера клуба, им стал испанский специалист Унаи Эмери. 12 августа 2018 года команда сыграла свой первый официальный матч под руководством нового тренера. В первом туре премьер-лиги «канониры» дома уступили «Манчестер Сити» со счётом 0:2. Дебют нового тренера в еврокубках состоялся 20 сентября 2018 года. «Арсенал» стартовал с победы в первом туре группы E группового этапа Лиги Европы УЕФА, одолев на «Эмирейтс» украинскую «Ворсклу» со счётом 4:2.
Первый сезон под руководством Унаи Эмери получился неровным. После двух подряд поражений на старте сезона «Арсенал» выдал впечатляющую беспроигрышную серию из 22-х матчей во всех турнирах, в том числе 11 выигранных матчей подряд. В середине декабря команда завершила эту серию гостевым поражением от «Саутгемптона» (2:3), после чего результаты клуба в чемпионате стали хаотичными. «Арсенал» до конца сезона боролся за попадание в ТОП-4, но три поражения подряд в конце апреля 2019 года практически лишили команду шансов на это. В итоге клуб занял 5-е место в турнирной таблице. Однако, несмотря на непопадание в Лигу чемпионов через родной чемпионат, «Арсенал» дошёл до финала Лиги Европы, победа в котором всё же отправила бы клуб в Лигу чемпионов. В этом финале «Арсеналу» предстояло сыграть с другой лондонской командой — «Челси». Матч закончился со счётом 4:1 в пользу «Челси», причём первый гол в игре на 49-й минуте забил бывший нападающий Арсенала — Оливье Жиру. Клуб окончательно лишился шансов на участие в Лиге чемпионов и в итоге начал следующий еврокубковый сезон с группового этапа Лиги Европы УЕФА 2019/20.
Летом 2019 года «Арсенал» провёл очень активную трансферную кампанию. Клуб покинуло 12 футболистов, общая сумма трансферов за которых составила 53,55 млн евро. При этом, к команде присоединилось 9 новых игроков, сумма трансферов за которых составила 152,4 млн евро, что является самой крупной суммой за всю историю «Арсенала», потраченной в летнее трансферное окно. Тогда был оформлен рекордный для клуба трансфер: 1 августа у «Лилля» за 80 млн евро был приобретён 24-летний ивуарийский нападающий Николя Пепе, тем самым побив предыдущий трансферный рекорд в размере 63,75 млн евро за Пьера-Эмерика Обамеянга.
Ещё до начала официальных матчей нового сезона, 25 июля 2019 года на футболистов Месута Озила и Сеада Колашинаца на одной из улиц Лондона было совершено вооружённое нападение с целью ограбления. Двое людей на скутерах подъехали к стоявшим со своими жёнами футболистам и потребовали у них отдать наручные часы. При этом, на камере, в которой запечатлён этот инцидент видно, что один из грабителей размахивал ножом. Сеад Колашинац не испугался и бросился на нападавшего с голыми кулаками. Он отогнал бандита от машины, а затем футболистам удалось сесть в автомобиль Месута Озила и уехать. Преступники начали преследование на своих скутерах. И лишь когда Озил приехал к одному из турецких ресторанов Лондона и позвал людей на помощь, грабители ретировались. В результате инцидента никто не пострадал. После этого футболистов и их семьи взяли под круглосуточную охрану. Они также пропустили начальные матчи сезона из соображений безопасности. В дальнейшем, в ходе расследования и судебного процесса, 26-летний Джордан Нортовер и его сообщник, 30-летний Эшли Смит признались в попытке совершения грабежа.
Новый сезон 2019/20 «Арсенал» начал с двух побед подряд, одолев «Ньюкасл Юнайтед» и «Бернли», но в следующих 4-х играх клуб смог выиграть только одну из них. 27 сентября 2019 Унаи Эмери объявил о том, что в ходе голосования среди игроков и тренеров «Арсенала», большинством голосов капитаном команды выбран швейцарский полузащитник «канониров» — Гранит Джака.
Ровно через месяц, 27 октября 2019, в ходе матча против «Кристал Пэлас», Джака бурно отреагировал на освистывание со стороны болельщиков «Арсенала». На 61-й минуте матча швейцарец был заменён на вингера «канониров» Букайо Сака. Игрок медленно начал покидать поле, чем вызвал недовольство фанатов, которые принялись освистывать капитана. Джака приложил руку к уху, саркастически показывая, что слышит свист и на эмоциях прокричал в сторону трибун «F*ck off». Затем он не пожал руку главному тренеру, сорвал с себя футболку и ушёл в раздевалку. Позже, на своей странице в Instagram Джака извинился.
5 ноября Эмери лишил Джаку капитанской повязки в связи с предшествующим инцидентом. Новым капитаном стал Пьер-Эмерик Обамеянг.
Результаты выступлений «Арсенала» это не улучшило. Клуб продолжал терять важные турнирные очки, в том числе даже в матчах с командами заметно ниже классом. Дошло до того, что за весь ноябрь «Арсенал» не выиграл ни одной игры, включая матчи Лиги Европы, что является худшим результатом за 27 лет. Последний раз такая безвыигрышная серия была у Арсенала в 1992 году. Фанаты клуба открыто стали призывать руководство к увольнению главного тренера. Всё это привело к тому, что 29 ноября 2019 пресс-службой клуба было объявлено об увольнении Унаи Эмери «в связи с тем, что результаты и качество выступлений не достигли требуемого уровня». Исполняющим обязанности главного тренера команды назначен экс-игрок «Арсенала» 1998—2007 и главный помощник Унаи Эмери, Фредрик Юнгберг.

### Микель Артета (с 2019 года)
20 декабря 2019 новым тренером «Арсенала» стал Микель Артета. Под его руководством команда заняла в Премьер-лиге только восьмое место, впервые за 25 лет финишировав ниже 7 места. Однако команда выиграла Кубок Англии и смогла квалифицироваться в Лигу Европы. 29 августа 2020 года «Арсенал» выиграл Суперкубок Англии в матче с «Ливерпулем» в послематчевой серии пенальти.
Несмотря на эти трофеи, положение «Арсенала» в АПЛ все ухудшалось, по ходу сезона клуб находился в диапазоне 8-12 места в таблице. После ничьи с аутсайдером чемпионата «Фулхэмом» и поражения от «Эвертона» в соцсетях клуба активно высказывалось недовольство и осуждение в сторону владельца «пушкарей» Стэна Кронке. Проблемы возникали даже с ушедшими по ходу сезона футболистами. Сеад Колашинац и Шкодран Мустафи, перешедшие в «Шальке 04» чуть не подверглись нападению со стороны болельщиков клуба, недовольных вылетом клуба из Бундеслиги.
19 апреля 2021 года было объявлено о том, что «Арсенал» в числе 12 европейских клубов стал учредителем Суперлиги. Это вызвало возмущение болельщиков и широкой футбольной общественности. В результате «Арсенал» заявил, что выходит из Суперлиги и извинился перед своими болельщиками за произошедшее.
В сезоне 2022/23 «Арсенал» под руководством Микеля Артеты, несмотря на критику скептиков перед стартом розыгрыша, впоследствии имел реальные шансы на победу в чемпионате, хотя основной конкурент — «Манчестер Сити» был как никогда силён по составу. По итогу сезона «канониры» заняли второе место, уступив титул в последних четырёх турах. В руководстве «Арсенала» оценили работу Артеты на очень высоком уровне, а большинство футбольных аналитиков, которые поначалу критиковали «канониров», пришли к выводу, что лондонскому клубу для триумфа не хватило лишь достаточной глубины состава на финишном отрезке сезона.
Завоевание серебряных медалей Премьер-лиги позволило «Арсеналу» получить право сыграть с «Манчестер Сити» в Суперкубке Англии перед стартом сезона 2023/24. Канониры в основное время сыграли вничью, но затем выиграли матч по пенальти со счётом 4:1. Тем самым, «Арсенал» завоевал свой 17-й Суперкубок Англии. В сезоне 2023/24 команда Артеты снова финишировала на втором месте, набрав 89 очков и отстав на два очка от «Манчестер Сити». В сезоне 2024/25 «канониры» впервые с 2009 года вышли в полуфинал Лиги чемпионов, где уступили по сумме двух встреч будущим победителям турнира — «ПСЖ» (0:1, 1:2). В чемпионате, хоть и заняли второе место, уступив на сей раз чемпионство «Ливерпулю», в сравнении с предыдущими двумя сезонами выступили слабее, набрав лишь 74 очка.

## Символика

### Эмблемы «Арсенала» в разные годы
- Эмблема с 1888 года
- Эмблема, использовавшаяся в финале Кубка Англии 1930
- Эмблема, использовавшаяся в финале Кубка Англии 1952
- Эмблема, использовавшаяся с 1949 по 2002 года
- С 2002 года

### Форма
| 1886—1895 | 1895—1896 | 1896—1933 | 1933—1965 | 1965—1967 | 1967—1994 | 1994—1996 | 1996—1998 |
| 2002—2004 | 2004—2005 | 2005—2006 | 2006—2008 | 2008—2010 | 2010—2011 | 2011—2012 | 2012—2014 |

## Болельщики
Болельщики «Арсенала» часто называют себя «Gooners», название происходит от прозвища команды — «Канониры» («Gunners»). Точное происхождение этого прозвища неизвестно. По одной из версий скандинавские болельщики команды произносили слово «gunners» с акцентом, что звучало примерно как «gooners». Местным болельщикам это понравилось и они тоже стали так себя называть. Есть и другая версия: прозвище дали недруги, оно произошло от слияния «gunners» и названия племени гуннов. У команды много поклонников, и практически все домашние матчи проходят при полных трибунах, в 2006 году «Арсенал» был четвёртым по средней посещаемости в лиге, а в сезоне 2007/08 — вторым.
У «Арсенала» много поклонников за пределами Лондона и Англии, а после появления спутникового телевидения география болельщиков расширилась ещё больше. Основные соперники болельщиков «Арсенала» — фанаты «Тоттенхэм Хотспур». Матч между этими двумя клубами называют «Дерби Северного Лондона». К другим соперникам относятся фанаты «Челси», «Фулхэма» и «Вест Хэм Юнайтед». Кроме того, за последние годы началось соперничество с «Манчестер Юнайтед» из-за борьбы клубов за титул чемпионов Премьер-лиги.
Существуют официальные фан-клубы в других странах. В каждой стране есть отделения болельщиков в разных городах, которые собираются вместе на просмотр матчей. Официальный статус этот фан-клуб получил в 2004 году. Позднее в Беларуси был создан отдельный фан-клуб — Arsenal Belarus Supporters Club (ABSC), который получил статус официального в 2013 году. В 2015 году появилось аналогичное общество на Украине «Gunners Ukraine».

## Женская команда
Существует команда в женском чемпионате — «Арсенал Ледис». Она была основана в 1987 году, в 2002 году получила статус полупрофессиональной и тренирует её Йонас Эйдевалл.
Команда является самой успешной в женском чемпионате Англии. В сезоне 2008/09 они выиграли все три основных английских титула, а также победили в кубке УЕФА среди женщин в сезоне 2006/07 годов. Мужская и женская команды формально отдельны, но имеют достаточно тесные связи. Женщины один раз за сезон играют на стадионе «Эмирейтс». В сезоне 2022/23 вышли в полуфинал Лиги чемпионов.

## Собственники и руководство
Летом 2007 года компания «Arsenal FC» на 100 % принадлежала компании «Arsenal Holdings», которой владели:
- 24,1 % — Дэни Физман (англ. Danny Fiszman)
- 15,9 % — Леди Нина Брэйсуэлл-Смит (англ. Nina Bracewell-Smith)
- 14,58 % — «Red and White Holdings»
- 14,4 % — Ричард Карр (англ. Richard Carr)
- 12,19 % — Стэн Кронке (англ. Stan Kroenke)
- 9,99 % — «Granada Media Group»
- 2,7 % — «Lansdowne Partners»
- менее 1 % — Питер Хилл-Вуд (англ. Peter Hill-Wood)

Остальные акции торгуются на специализированной бирже «PLUS Markets».
В августе 2007 года компания «Red and White Holdings» объявила о покупке у Дэвида Дейна 14,58 % акций «Arsenal Holdings» за 75 млн фунтов стерлингов. Компания «Red and White Holdings» принадлежит Алишеру Усманову и его партнёру Фархаду Мошири в равных долях, по 50 %.
19 сентября стало известно, что компания «Red and White Holdings» скупила ещё 6,5 % акций «Arsenal Holdings» за 35 млн фунтов стерлингов, доведя общее количество своих акций до 21 %. Позднее в сентябре эта компания приобрела ещё 2 % акций «Arsenal Holdings», сосредоточив у себя 23 % акций. По состоянию на 22 февраля 2008 года доля акций Усманова составила 24,2 %. Таким образом, он стал крупнейшим акционером «Арсенала».
В феврале 2009 года доля Усманова выросла до немногим более 25 %. Это позволило ему при желании накладывать вето на решения собрания акционеров.
В марте 2009 года американский бизнесмен Стэн Кронке приобрёл часть акций, принадлежавших Дэнни Физману, став вторым по величине акционером после Алишера Усманова. На 30 марта акции были распределены следующим образом:
- 25 % — Алишер Усманов (Red & White Holdings)
- 20,5 % — Стэн Кронке (англ. Stan Kroenke)
- 16,1 % — Данни Физман (англ. Danny Fiszman)
- 15,9 % — Леди Нина Брэйсуэлл-Смит (англ. Nina Bracewell-Smith)
- 4,4 % — Ричард Карр (англ. Richard Carr)
- 0,8 % — Питер Хилл-Вуд (англ. Peter Hill-Wood)
- 0,08 % — Лорд Харрис Пекхемский (англ. Lord Harris of Peckham)
- 0,07 % — Кен Фрэйр (англ. Ken Friar )
- 0,06 % — Сэр Чипс Кезик (англ. Sir Chips Keswick)
- 17,09 % — Остальные

1 мая 2009 года в прессе появилось сообщение, что Стэн Кронке стал крупнейшим акционером в «Арсенале». Он купил акции, принадлежавшие семье Карр, доведя свою долю до 28,3 %. Общая стоимость сделки составила более 41 млн фунтов стерлингов.
10 июля 2009 года стало известно, что Стэн Кронке выкупил дополнительные 160 акций. Таким образом его доля выросла до 28,58 %.
30 сентября в СМИ появилась новость, что Кронке выкупил ещё 80 акций по цене 8500 фунтов за каждую. На этот момент его доля составила 28,7 %.
15 октября Кронке выкупил дополнительные 90 акций, его доля выросла до 28,9 %.
Позднее Кронке произвёл ещё несколько покупок, что позволило ему к началу ноября увеличить свою долю до 29,9 %. При этом Кронке избегает общения с прессой и не раскрывает планы относительно «Арсенала», за что получил от болельщиков прозвища «молчун», «молчаливый Стэн».
По состоянию на 16 апреля 2011 года в собственности Кронке находились 62,89 % акций клуба.
В августе 2018 года компания «Red and White Securities» российского бизнесмен Алишера Усманова продала 30,05 % акций «Арсенала» основному акционеру лондонского клуба — американскому предпринимателю Стэну Кронке. Сумма сделки — 550 млн фунтов.

## Текущий состав

### Основной состав
| №  |            | Поз. | Имя                     | Год рождения |
| -- | ---------- | ---- | ----------------------- | ------------ |
| 1  | Испания    | Вр   | Давид Райя              | 1995         |
| 2  | Франция    | Защ  | Вильям Салиба           | 2001         |
| 3  | Испания    | Защ  | Кристиан Москера        | 2004         |
| 4  | Англия     | Защ  | Бен Уайт                | 1997         |
| 6  | Бразилия   | Защ  | Габриэл Магальяйнс      | 1997         |
| 7  | Англия     | Нап  | Букайо Сака             | 2001         |
| 8  | Норвегия   | ПЗ   | Мартин Эдегор (капитан) | 1998         |
| 9  | Бразилия   | Нап  | Габриэл Жезус           | 1997         |
| 11 | Бразилия   | Нап  | Габриэл Мартинелли      | 2001         |
| 12 | Нидерланды | Защ  | Юрриен Тимбер           | 2001         |
| 13 | Испания    | Вр   | Кепа Аррисабалага       | 1994         |
| 14 | Швеция     | Нап  | Виктор Дьёкереш         | 1998         |
| 15 | Польша     | Защ  | Якуб Кивёр              | 2000         |
| 16 | Дания      | ПЗ   | Кристиан Нёргор         | 1994         |

| №  |            | Поз. | Имя                  | Год рождения |
| -- | ---------- | ---- | -------------------- | ------------ |
| 17 | Украина    | Защ  | Александр Зинченко   | 1996         |
| 19 | Бельгия    | Нап  | Леандро Троссард     | 1994         |
| 20 | Англия     | Нап  | Нони Мадуэке         | 2002         |
| 21 | Португалия | ПЗ   | Фабиу Виейра         | 2000         |
| 22 | Англия     | ПЗ   | Итан Нванери         | 2007         |
| 23 | Испания    | ПЗ   | Микель Мерино        | 1996         |
| 24 | Англия     | Нап  | Рис Нельсон          | 1999         |
| 28 | Бельгия    | ПЗ   | Альбер Самби Локонга | 1999         |
| 29 | Германия   | ПЗ   | Кай Хаверц           | 1999         |
| 31 | Эстония    | Вр   | Карл Хейн            | 2002         |
| 33 | Италия     | Защ  | Риккардо Калафьори   | 2002         |
| 36 | Испания    | ПЗ   | Мартин Субименди     | 1997         |
| 41 | Англия     | ПЗ   | Деклан Райс          | 1999         |
| 49 | Англия     | ПЗ   | Майлз Луис-Скелли    | 2006         |

### Резервный состав
| 36  | Англия     | Вр  | Томми Сетфорд             | 2006 |  |  |  |  |  |
| 62  | Колумбия   | Вр  | Алексей Рохас Федорущенко | 2005 |  |  |  |  |  |
| 92  | Англия     | Вр  | Джек Портер               | 2008 |  |  |  |  |  |
|     |            |     |                           |      |  |  |  |  |  |
| 47  | Албания    | Защ | Мальдини Кацурри          | 2005 |  |  |  |  |  |
| 51  | Англия     | Защ | Джош Николс               | 2006 |  |  |  |  |  |
| 61  | Англия     | Защ | Зейн Монлуис              | 2003 |  |  |  |  |  |
| 68  | Англия     | Защ | Элиан Кесада-Торн         | 2005 |  |  |  |  |  |
| 79  | Англия     | Защ | Лино Соуза                | 2005 |  |  |  |  |  |
| 100 | Англия     | Защ | Кэмрон Исмаил             | 2006 |  |  |  |  |  |
| 102 | Англия     | Защ | Макс Кучински             | 2006 |  |  |  |  |  |
| 105 | Англия     | Защ | Уильям Свит               | 2006 |  |  |  |  |  |
|     |            |     |                           |      |  |  |  |  |  |
| 51  | Англия     | ПЗ  | Джими Говер               | 2004 |  |  |  |  |  |
| 65  | Нидерланды | ПЗ  | Салах М’Ханд              | 2003 |  |  |  |  |  |

| 70  | Англия     | ПЗ  | Джош Робинсон    | 2004 |  |  |  |  |  |
| 76  | Англия     | ПЗ  | Айден Хевен      | 2006 |  |  |  |  |  |
| 92  | Польша     | ПЗ  | Михал Росяк      | 2005 |  |  |  |  |  |
| 95  | Англия     | ПЗ  | Блесс Аколбир    | 2007 |  |  |  |  |  |
| 97  | Англия     | ПЗ  | Дэн Кейси        | 2007 |  |  |  |  |  |
| 99  | Англия     | ПЗ  | Луи Копли        | 2006 |  |  |  |  |  |
| 104 | Англия     | ПЗ  | Зак Шуайб        | 2007 |  |  |  |  |  |
|     |            |     |                  |      |  |  |  |  |  |
| 46  | Нидерланды | Нап | Исмил Кабия      | 2005 |  |  |  |  |  |
| 47  | Англия     | Нап | Кейон Эдвардс    | 2003 |  |  |  |  |  |
| 96  | Англия     | Нап | Джакай Фишер     | 2006 |  |  |  |  |  |
| 98  | Англия     | Нап | Рис Клэрмонт     | 2006 |  |  |  |  |  |
| 103 | Англия     | Нап | Даниэль Ойетунде | 2006 |  |  |  |  |  |

## Трансферы 2025/26

### Пришли
| Позиция | Игрок             | Прежний клуб  |
| ------- | ----------------- | ------------- |
| Вр      | Кепа Аррисабалага | Челси         |
| ПЗ      | Мартин Субименди  | Реал Сосьедад |
| ПЗ      | Кристиан Нёргор   | Брентфорд     |
| Нап     | Нони Мадуэке      | Челси         |
| Защ     | Кристиан Москера  | Валенсия      |
| Нап     | Виктор Дьёкереш   | Спортинг      |

### Ушли
| Позиция | Игрок               | Новый клуб      |
| ------- | ------------------- | --------------- |
| Защ     | Нуну Тавариш        | Лацио           |
| Защ     | Такэхиро Томиясу*** | Свободный агент |
| Защ     | Киран Тирни***      | Селтик          |
| ПЗ      | Томас Парти***      | Свободный агент |
| ПЗ      | Жоржиньо***         | Фламенго        |
| Нап     | Маркиньос           | Крузейро        |

## Тренерский штаб
| Должность                 | Имя                |
| ------------------------- | ------------------ |
| Главный тренер            | Микель Артета      |
| Помощник главного тренера | Алберт Стёйвенберг |
| Помощник главного тренера | Стив Раунд         |
| Тренер по физ. подготовке | Шэд Форсайт        |
| Тренер вратарей           | Инаки Кана Павон   |
| Тренер вратарей           | Сальваторе Биббо   |

## Достижения

### Национальные
- Первый дивизион / Премьер-лига[49]
  - Чемпион (13): 1930/31, 1932/33, 1933/34, 1934/35, 1937/38, 1947/48, 1952/53, 1970/71, 1988/89, 1990/91, 1997/98, 2001/02, 2003/04
  - Вице-чемпион (12): 1925/26, 1931/32, 1972/73, 1998/99, 1999/00, 2000/01, 2002/03, 2004/05, 2015/16, 2022/23, 2023/24, 2024/25
- Второй дивизион[49]
  - Вице-чемпион: 1903/04
- Кубок Англии
  - Обладатель (14, рекорд): 1930, 1936, 1950, 1971, 1979, 1993, 1998, 2002, 2003, 2005, 2014, 2015, 2017, 2020
  - Финалист (7): 1927, 1932, 1952, 1972, 1978, 1980, 2001
- Кубок Английской футбольной лиги
  - Обладатель (2): 1987, 1993
  - Финалист (6): 1968, 1969, 1988, 2007, 2011, 2018
- Суперкубок Англии
  - Обладатель (17): 1930, 1931, 1933, 1934, 1938, 1948, 1953, 1991¹, 1998, 1999, 2002, 2004, 2014, 2015, 2017, 2020, 2023
- Трофей столетия Футбольной лиги
  - Победитель: 1988

¹ Разделённый титул

### Международные
- Лига чемпионов УЕФА
  - Финалист: 2006
- Кубок обладателей кубков Европы / Кубок обладателей кубков УЕФА
  - Обладатель: 1994
  - Финалист (2): 1980, 1995
- Кубок ярмарок
  - Обладатель: 1969/70
- Кубок УЕФА / Лига Европы УЕФА
  - Финалист: 2000, 2019

## Игроки с наибольшим количеством голов
| №  | Имя             | Период         | Голы | Матчи | Голов за матч |
| -- | --------------- | -------------- | ---- | ----- | ------------- |
| 1  | Тьерри Анри     | 1999—2007 2012 | 228  | 337   | 0,676         |
| 2  | Иан Райт        | 1991—1998      | 185  | 288   | 0,642         |
| 3  | Клифф Бастин    | 1929—1947      | 178  | 396   | 0,449         |
| 4  | Джон Редфорд    | 1962—1976      | 149  | 481   | 0,310         |
| 5  | Тед Дрейк       | 1934—1939      | 139  | 184   | 0,755         |
| 6  | Джимми Брейн    | 1924—1931      | 139  | 232   | 0,599         |
| 7  | Даг Лишман      | 1948—1956      | 137  | 244   | 0,561         |
| 8  | Робин Ван Перси | 2004—2012      | 132  | 278   | 0,492         |
| 9  | Джо Халм        | 1926—1937      | 125  | 374   | 0,334         |
| 10 | Дэвид Джек      | 1928—1934      | 124  | 208   | 0,596         |
| 11 | Деннис Бергкамп | 1995—2006      | 120  | 423   | 0,283         |
| 12 | Рег Льюис       | 1935—1953      | 116  | 176   | 0,659         |

## Личные достижения футболистов «Арсенала»

### Обладатели «Золотой бутсы»
Следующие футболисты получили «Золотую бутсу», выступая за «Арсенал»:
- Тьерри Анри — 2003/04, 2004/05

### Чемпионы мира
Следующие футболисты становились чемпионами мира, являясь игроками «Арсенала»:
- Джордж Истхем — 1966
- Патрик Виейра — 1998
- Эмманюэль Пети — 1998
- Франсеск Фабрегас — 2010
- Пер Мертезакер — 2014
- Месут Озил — 2014
- Лукас Подольски — 2014

### Чемпионы Европы
Следующие футболисты становились чемпионами Европы, являясь игроками «Арсенала»:
- Тьерри Анри — 2000
- Патрик Виейра — 2000
- Эмманюэль Пети — 2000
- Франсеск Фабрегас — 2008
- Давид Райя — 2024

### Олимпийские чемпионы
Следующие футболисты становились Олимпийскими чемпионами, являясь игроками «Арсенала»:
- Лорен Майер — 2000
- Габриэл Мартинелли — 2020

### Члены Зала славы английского футбола
Следующие футболисты «Арсенала» были включены в Зал славы английского футбола:
- Пат Дженнингс
- Алан Болл
- Томми Лоутон
- Тони Адамс
- Вив Андерсон
- Алекс Джеймс
- Иан Райт
- Лиам Брейди
- Деннис Бергкамп
- Тьерри Анри
- Фрэнк Маклинток
- Клифф Бастин
- Чарли Бакен
- Патрик Виейра
- Дэвид Симен
- Боб Уилсон

### 100 легенд Футбольной лиги
Следующие футболисты «Арсенала» были включены в список 100 легенд Футбольной лиги:
- Альф Коммон
- Чарли Бакен
- Алекс Джеймс
- Эдди Хэпгуд
- Клифф Бастин
- Уилф Коппинг
- Дэвид Джек
- Джо Мерсер
- Томми Лоутон
- Фрэнк Маклинток
- Пат Дженнингс
- Алан Болл
- Малкольм Макдональд
- Лиам Брейди
- Тони Адамс
- Деннис Бергкамп

## Главные тренеры
В истории «Арсенала» было 18 главных тренеров. Кроме того, 5 человек в разное время были исполняющими обязанности главного тренера. Первым тренером «канониров» стал Томас Митчелл, он получил должность в 1897 году. Наиболее успешным тренером в истории «Арсенала» является Арсен Венгер. Два человека умерли в должности главного тренера «Арсенала» — Герберт Чепмен (в 1934 году) и Том Уиттакер (в 1956 году). С декабря 2019 года клуб возглавляет Микель Артета, который с 2011 по 2016 год выступал за «Арсенал».

## Статистика
- В январе 2000 года «Арсенал» был назван «командой столетия» в Англии[51]. Это стало возможно благодаря стабильности, которую «Арсенал» демонстрировал в чемпионате Англии. Средняя позиция, на которой «канониры» финишировали в высших дивизионах, равна 8,5. Это лучший результат среди всех английских команд.
- Крупнейшая победа в чемпионате страны: «Арсенал» — «Лафборо» 12:0, Второй дивизион, 12.03.1900
- Крупнейшее поражение в чемпионате страны: «Лафборо» — «Арсенал» 8:0, Второй дивизион, 12.12.1896
- Крупнейшая победа в Кубке Англии: «Арсенал» — «Ашфорд Юнайтед» 12:0, 1 раунд, квал. матч, 14.10.1893
- Крупнейшее поражение в Кубке Англии: «Арсенал» — «Дерби Каунти» 0:6, 1 раунд, 28.01.1899, «Вест Хэм» — «Арсенал» 6:0, 3 раунд, 1 матч, 05.01.1946
- Крупнейшая победа в Кубке Лиги: «Арсенал» — 7:0 «Лидс Юнайтед», 2 раунд, 2 матч, 04.09.1979
- Крупнейшее поражение в Кубке Лиги: «Арсенал» — «Челси» 0:5, 4 раунд, 11.11.1999
- Наибольшее количество голов за сезон в чемпионате Англии: 127 голов в сезоне 1930/31
- Наибольшее количество игр подряд, в которых команда забивала: 55 игр — последняя игра сезона 2000/01, все игры сезона 2001/02, до 30.11.2002 (абсолютный рекорд Англии)
- Наименьшее количество голов за сезон в чемпионате Англии: 26 голов в сезоне 1912/13
- Наибольшее количество пропущенных голов за сезон в чемпионате Англии: 86 голов в сезонах 1926/27, 1927/28
- Наименьшее количество пропущенных голов за сезон в чемпионате Англии: 17 голов в сезоне 1998/99
- Наибольшее количество побед за сезон в чемпионате Англии: 29 побед в сезоне 1970/71
- Наименьшее количество побед за сезон в чемпионате Англии: 3 победы в сезоне 1912/13
- Самая продолжительная победная серия в чемпионате Англии: 13 побед в сезоне 2001/02
- Наибольшее количество очков за сезон в чемпионате Англии: 66 очков в сезоне 1930/31 (42 игры, 2 очка за победу), 90 очков в сезоне 2003/04 (38 игр, 3 очка за победу)
- Наибольшее количество очков за сезон в выездных матчах в чемпионате Англии: 47 очков в сезоне 2001/02 (рекорд высших английских дивизионов)
- Самая продолжительная победная серия в выездных матчах в чемпионате Англии: 8 побед в сезоне 2001/02 (рекорд Премьер-лиги)
- Наименьшее количество очков за сезон в чемпионате Англии: 18 очков в сезоне 1912/13
- Лучший бомбардир клуба за историю: — 228 голов Тьерри Анри
- Лучший бомбардир клуба за сезон: Тед Дрейк — 42 гола в сезоне 1934/35
- Наибольшее количество голов, забитых одним игроком за один матч: 7 голов, Тед Дрейк в матче «Астон Вилла» — «Арсенал» 1:7, 14.12.1935
- Рекордсмен клуба по количеству проведённых матчей за историю: Дэвид О’Лири — 722 игры, 1975—1993
- Рекордная домашняя посещаемость: 73 707 человек, «Арсенал» — «Ланс», «Уэмбли», Лига чемпионов 1998
- Рекордная посещаемость на «Хайбери»: 73 295 человек, «Арсенал» — «Сандерленд», 1935
- 0 поражений в сезоне 2003/04 в рамках Премьер-лиги (повторение рекорда «Престон Норт Энд» сезона 1888/89 годов. «Престон» сыграл тогда 22 матча, а «Арсенал» 38)
- Самая длительная «сухая» серия в Лиге чемпионов — 10 матчей подряд (+ 70 минут в финале)

## Спонсоры

### Технические спонсоры
- с 1930-х по 1970-е: Bukta
- с 1971 по 1986: Umbro
- с 1986 по 1994: Adidas
- с 1994 по 2014: Nike
- с 2014 по 2019: Puma
- с 2019: Adidas

### Титульные спонсоры
- с 1981 по 1999: JVC
- с 1999 по 2002: Dreamcast (1-й и 3-й комплекты формы) и Sega (2-й комплект)
- с 2002 по 2006: O2 (Telefónica UK Limited)
- с 2006: Fly Emirates